# 紫尾駅
紫尾駅（しいおえき）は茨城県真壁郡真壁町（現・桜川市）椎尾に所在した筑波鉄道筑波線の駅（廃駅）である。

## 歴史
- 1918年（大正7年）
  - 4月7日：筑波鉄道 (初代)の駅として開業。ただし車両不足のため当駅を含む筑波 - 岩瀬間は休止状態だった[2]。
  - 6月7日：当駅を含む筑波 - 真壁間が営業開始[4]。
- 1922年（大正11年）12月30日： 西側に下りホームを新設、列車交換可能駅となる[1]。
- 1945年（昭和20年）3月20日：会社合併に伴い、常総筑波鉄道筑波線の駅となる。
- 1965年（昭和40年）6月1日：会社合併に伴い、関東鉄道の駅となる[5]。
- 1969年（昭和44年）11月26日：駅業務を委託化[1]。
- 1979年（昭和54年）4月1日：事業譲渡に伴い、筑波鉄道の駅となる[5]。
- 1987年（昭和62年）4月1日：筑波線の廃線に伴い廃止[3]。

## 駅構造
相対式ホーム2面2線で地上駅だった。ただ、筑波線の最晩年のダイヤでは当駅での列車交換は設定されていなかった。駅本屋は東側の上りホーム（土浦方面）上にあった。

## 駅周辺
- 紫尾郵便局
- 真壁町立紫尾小学校（現・桜川市立紫尾小学校）
- 茨城県道39号筑波益子線（現・茨城県道41号つくば益子線）
- 茨城県道177号東山田岩瀬線（現・茨城県道148号東山田岩瀬線）
- 茨城県道347号紫尾停車場線 - 廃線後に市町村道に編入。

## 現状
駅舎は撤去され、廃線跡は自転車道（茨城県道505号桜川土浦潮来自転車道線）となったが、2008年（平成20年）現在もホームは残されている。

## 隣の駅
筑波鉄道
筑波線
酒寄駅 - 紫尾駅 - 常陸桃山駅